# Ernst Maria von Limburg-Styrum
Ernst Maria Johan Nepomuk von Limburg-Styrum (* 16. März 1736 auf Schloss Styrum in Mülheim an der Ruhr; † 23. März 1809 in Frankfurt am Main) war ein deutscher Adliger, durch Abstammung Graf von Limburg und durch Erbe Herr von Styrum, Oberstein an der Nahe und des Ritterguts Neuses in Franken.

## Leben
Ernst Maria war ein Sohn des Grafen Christian Otto von Limburg-Styrum (* 15. März 1694; † 24. Februar 1749) und dessen Ehefrau Karoline Juliane Sophie zu Hohenlohe-Waldenburg-Schillingsfürst (* 20. April 1706; † 31. August 1758). Er heiratete am 6. Mai 1783 auf Schloss Styrum Sophie Charlotte von Humbracht (* 10. Januar 1762 in Frankfurt am Main; † 10. März 1805 auf Schloss Styrum). Die Ehe blieb kinderlos.
Er übernahm das Erbe seines Bruders Philipp Ferdinand nach dessen Tod im Jahr 1794.
Bereits im selben Jahr ging die Herrschaft Oberstein an das revolutionäre Frankreich verloren, das Oberstein in das Département de la Sarre eingliederte. Für diesen Verlust hat ihm 1803 der Reichsdeputationshauptschluss 12.000 Florin Jahresrente, ausgezahlt durch das Herzogtum Württemberg, als Entschädigung zugesprochen.
1796 gab er das Lehen des Ritterguts Neuses für eine Abfindung von 109.413 Gulden an das Königreich Preußen zurück.
Durch die Schaffung des Rheinbunds am 12. Juli 1806 endete Ernst Marias Herrschaftsgewalt über Styrum.
Ernst Maria starb am 23. März 1809 in Frankfurt, wo er seine Schwägerin Maria Margaretha von Humbracht (* 1755; † 1827) heiraten wollte. Diese erbte von ihm die Güter der ehemaligen Herrschaft Styrum.